# Keep Your Eye On The Ball
"Keep Your Eye On The Ball" (en español Mantén Tu Ojo En La Pelota) es una canción de la cantante, actriz y compositora americana Raven-Symoné, grabada para la banda sonora Everyone's Hero, de la película homónima.
La canción sale tanto en la banda sonora, como en la película. Habla sobre el juego de baseball, porque de eso se trata la película. Fue escrita Raven-Symoné, Bridget Benenate y Matthew Gerrard, y producida por este último.